# Marianne Gorka
Marianne Gorka (* 1971 in Hildesheim) ist eine deutsche evangelisch-lutherische Theologin und  Regionalbischöfin für den Sprengel Lüneburg der Evangelisch-lutherischen Landeskirche Hannovers.

## Leben
Geboren wurde Marianne Gorka in der niedersächsischen Stadt Hildesheim. In Sottrum wurde sie getauft und konfirmiert, und im Jahre 1990 machte sie in Hildesheim das Abitur. Danach studierte sie an der Kirchlichen Hochschule Bethel/Universität Bielefeld, der Ruprecht-Karls-Universität Heidelberg und der Georg-August-Universität Göttingen evangelische Theologie. Es folgte das Vikariat in Ehlershausen bei Burgdorf und im Predigerseminar in Celle.
Ihre erste Pfarrstelle übernahm Marianne Gorka im Jahre 2001 in Balge sowie in Estorf im Kreis Nienburg, dann wechselte sie 2006 als Pastorin nach Coppenbrügge bei Hameln.
Ab 2009 bildete sie im Predigerseminar Loccum als Studieninspektorin künftige Pastorinnen und Pastoren aus und übernahm 2013 die Leitung des Posaunenwerks der Evangelisch-lutherischen Landeskirche Hannovers. Seit 2014 ist sie außerdem als stellvertretende Direktorin und Referentin am Michaeliskloster Hildesheim, dem Zentrum für Gottesdienst und Kirchenmusik, tätig.
Marianne Gorka ist Gottesdienstberaterin und Coach mit Schwerpunkt Liturgie- und Gottesdienstkonzeption, Predigt und Kirchraumberatung, außerdem ist sie mit für die Ausbildung von Gottesdienstberaterinnen und -beratern zuständig. Seit 2014 ist sie Prüferin im Zweiten Theologischen Examen.
In der Synode der Landeskirche Hannovers ist Marianne Gorka Mitglied und vertritt die Landeskirche in der Synode der Evangelischen Kirche in Deutschland (EKD) und in der Generalsynode der Vereinigten Evangelisch-Lutherischen Kirche Deutschlands (VELKD).
Sie ist Verfasserin und Herausgeberin von Publikationen im Bereich von Gottesdienst und Liturgik, Autorin und Sprecherin von Andachten im NDR-Hörfunk und hat mehrere Fernsehgottesdienste mitgestaltet.
Marianne Gorka ist mit Eckhard Gorka verheiratet. Sie trat ihr neues Amt als Regionalbischöfin im Sprengel Lüneburg im Februar 2024 an und wurde Nachfolgerin von Stephan Schaede, der 2023 Leiter des Amtsbereichs der VELKD im Kirchenamt der EKD und dessen Vizepräsident wurde. Zum Sprengel Lüneburg gehören zehn Kirchenkreise. In 220 Kirchengemeinden des Sprengels sind 350 Pastorinnen und Pastoren für etwa 470.000 Gemeindeglieder tätig. Die Predigtkirche der Regionalbischöfin ist die St.-Johannis-Kirche in Lüneburg.

## Andere Funktionen und Ämter
- 1. Vorsitzende des Evangelischen Posaunendienst in Deutschland